# Kepler-1625b
Kepler 1625b — екзопланета класу юпітер в системі Kepler-1625. У 2018 році проєкт «Hunting for Exomoons with Kepler» висунув припущення щодо наявності супутника Kepler-1625bI розміром приблизно з Нептун у цієї планети. За його наявності, ця планет стала б першою екзопланетою, в якої знайдено супутник.